# Pasternik (Basse-Silésie)
Pour les articles homonymes, voir Pasternik.
Pasternik est une localité polonaise de la gmina de Gromadka, située dans le powiat de Bolesławiec en voïvodie de Basse-Silésie.